# Roadblock
Roadblock, oorspronkelijk bekend als March to WrestleMania: Live from Toronto, was de inaugurele professioneel worstel-pay-per-view (PPV) en WWE Network evenement van Roadblock dat georganiseerd werd door WWE. Het evenement vond plaats op 12 maart 2016 in het Ricoh Coliseum in Toronto, Ontario, Canada.

## Matches
| Nr. | Match | Winnaar(s)    | Opmerkingen                                                   | Bron  |
| --- | --- | ------------- | ------------------------------------------------------------- | ----- |
| 1   | Mark Henry vs. Randy Sharp                                                                                    | Mark Henry    | Eén-op-één match.                                             | [ 2 ] |
| 2   | Goldust (met R-Truth) vs. Viktor (met Konnor)                                                                 | Goldust       | Eén-op-één match.                                             | [ 2 ] |
| 3   | The New Day (Big E & Kofi Kingston) (c) (met Xavier Woods) vs. The League of Nations (King Barrett & Sheamus) | The New Day   | Tag team match voor het WWE Tag Team Championship.            | [ 2 ] |
| 4   | Chris Jericho vs. Jack Swagger                                                                                | Chris Jericho | Eén-op-één match. Jericho won door submission.                | [ 2 ] |
| 5   | The Revival (Dash Wilder & Scott Dawson) (c) vs. Enzo and Cass (met Carmella)                                 | The Revival   | Tag team match voor het NXT Tag Team Championship.            | [ 2 ] |
| 6   | Charlotte (c) (met Ric Flair) vs. Natalya                                                                     | Charlotte     | Eén-op-één match voor het WWE Divas Championship.             | [ 2 ] |
| 7   | Brock Lesnar (met Paul Heyman) vs. The Wyatt Family (Bray Wyatt & Luke Harper)                                | Brock Lesnar  | Handicap match.                                               | [ 2 ] |
| 8   | Sami Zayn vs. Stardust                                                                                        | Sami Zayn     | Eén-op-één match.                                             | [ 2 ] |
| 9   | Triple H (c) vs. Dean Ambrose                                                                                 | Triple H      | Eén-op-één match voor het WWE World Heavyweight Championship. | [ 2 ] |